# Samuel Holmén
Samuel Holmén est un footballeur suédois né le 28 juin 1984 à Annelund. Il évolue au poste de milieu défensif dans le club suédois du IF Elfsborg.

## Biographie

### Carrière en club
Avec le club d'IF Elfsborg, il joue 5 matchs en Ligue des champions.

### Carrière en sélection
Samuel Holmén reçoit 32 sélections et inscrit deux buts en équipe de Suède entre 2006 et 2013.
Il joue son premier match en équipe nationale le 15 novembre 2006 en amical contre la Côte d'Ivoire, et son dernier le 26 mars 2013, contre la Slovaquie, toujours en amical.
Le 13 janvier 2008, il inscrit un but lors d'un match amical face au Costa Rica. Il inscrit un deuxième but contre la Hongrie le 10 septembre 2008, à l'occasion des éliminatoires du mondial 2010.

## Palmarès
IF Elfsborg
- Champion de Suède en 2006
- Vainqueur de la Coupe de Suède en 2003
- Vainqueur de la Supercoupe de Suède en 2007

 Brøndby IF
- Vainqueur de la Coupe du Danemark en 2008

 Fenerbahçe SK
- Champion de Turquie en 2014

Istanbul BB
Finaliste de la Coupe de Turquie : 2017